# Vil·la romana de Patti
La Vil·la romana de Patti és una gran vil·la que es troba al municipi de Patti, a la província de Messina, a Sicília. Fou seu d'un ric latifundi, del qual fins al seu descobriment es coneixien pocs exemples, tret de la Vil·la romana del Casale.

## Història i descripció
La vil·la fou descoberta el 1973 durant les obres de construcció d'un tram de l'autopista A20, quan destruïren part del costat nord de la vil·la. Tot i que les excavacions continuen i encara resten moltes estances per descobrir, la configuració general de la vil·la ja és prou clara. La vil·la originària es va construir en els segles II-III i l'ensorraren per a donar pas a una vil·la més gran i més elaborada, construïda al damunt a la primeria del segle iv.
El nucli de la vil·la tardana conté un peristil envoltat de cambres residencials, típiques de la vil·la tardoromana. Les estances més representatives són, a l'ala oest, l'Aula Absidata ('sala de l'absis') la més gran, que recorda la basílica de la Piazza Armerina, i a l'ala sud, una sala triabsidal en què el peristil donava a la mar. L'Aula Absidata tenia un sòl de mosaic hui destruït; els sòls de mosaic, però, del peristil i del triàbside estan en excel·lent estat. L'orientació est-oest de l'Aula Absidata, diferent de l'eix nord-sud del peristil, en planteja dubtes sobre la funció i datació, i indica que podria haver estat una església construïda després que el propietari s'hagués convertit al cristianisme.
El mosaic del peristil consisteix en un reticle de plafons quadrats inserits en un marc de corones triomfals de llorer contínues, decorades amb motius florals i ornaments. El mosaic del triàbside conté medallons octogonals i circulars amb animals en vores curvilínies. La qualitat de tots dos mosaics policroms no és pas massa alta, i això indica que van ser producte d'un taller sicilià i no d'artesans nord-africans.
A la banda nord-est, un sistema de banys tenia els murs construïts amb una tècnica diferent. La vil·la havia estat abandonada abans del terratrèmol que afectà Sicília l'any 365. Després dels sismes dels segles VI i VII, les restes de la vil·la es van restaurar en part i va seguir habitada si més no fins al segle X. En els darrers anys s'ha tornat a cobrir la vil·la amb una coberta especial.

## Galeria d'imatges

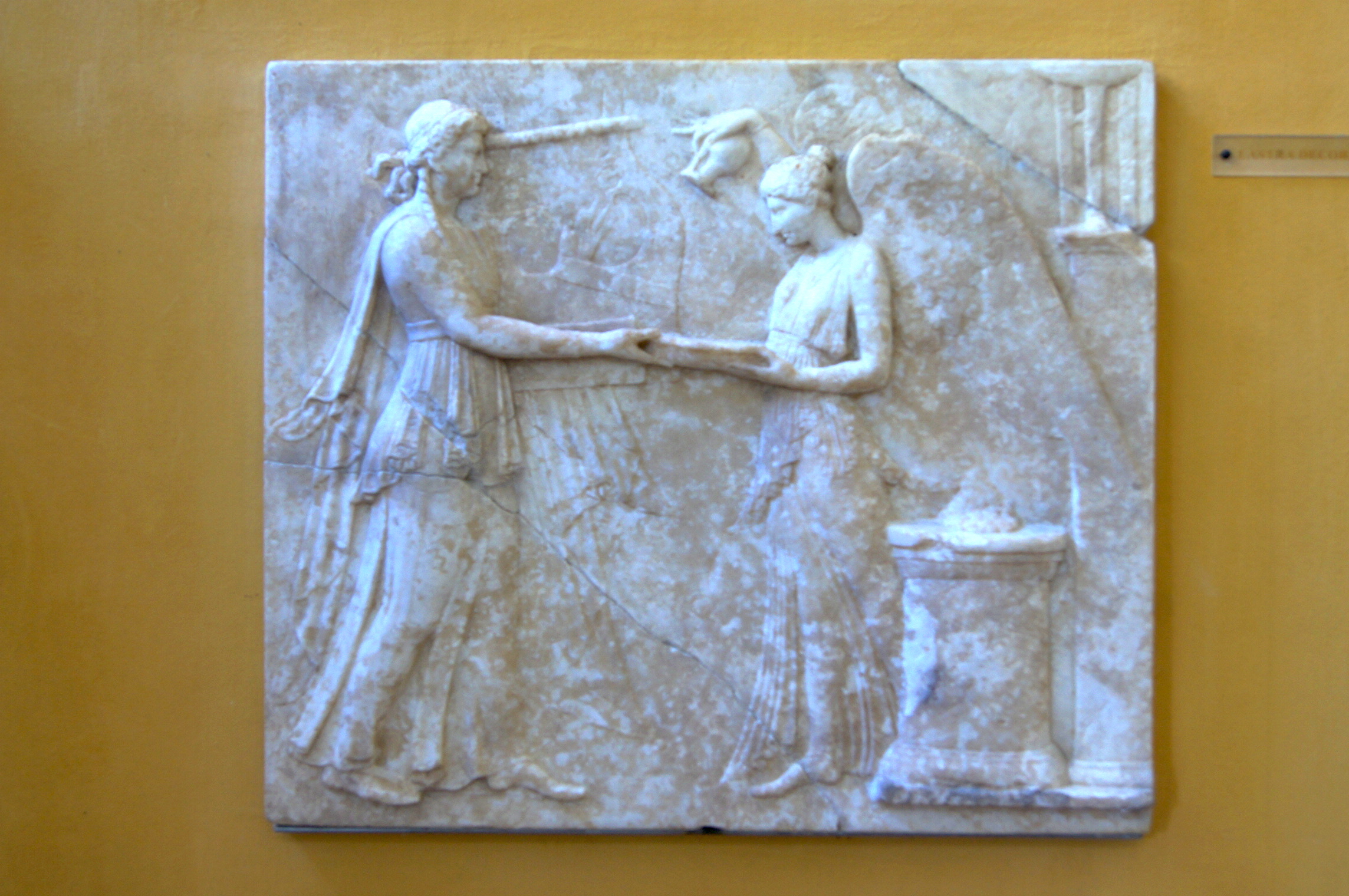
Relleu de la Vil·la di Patti
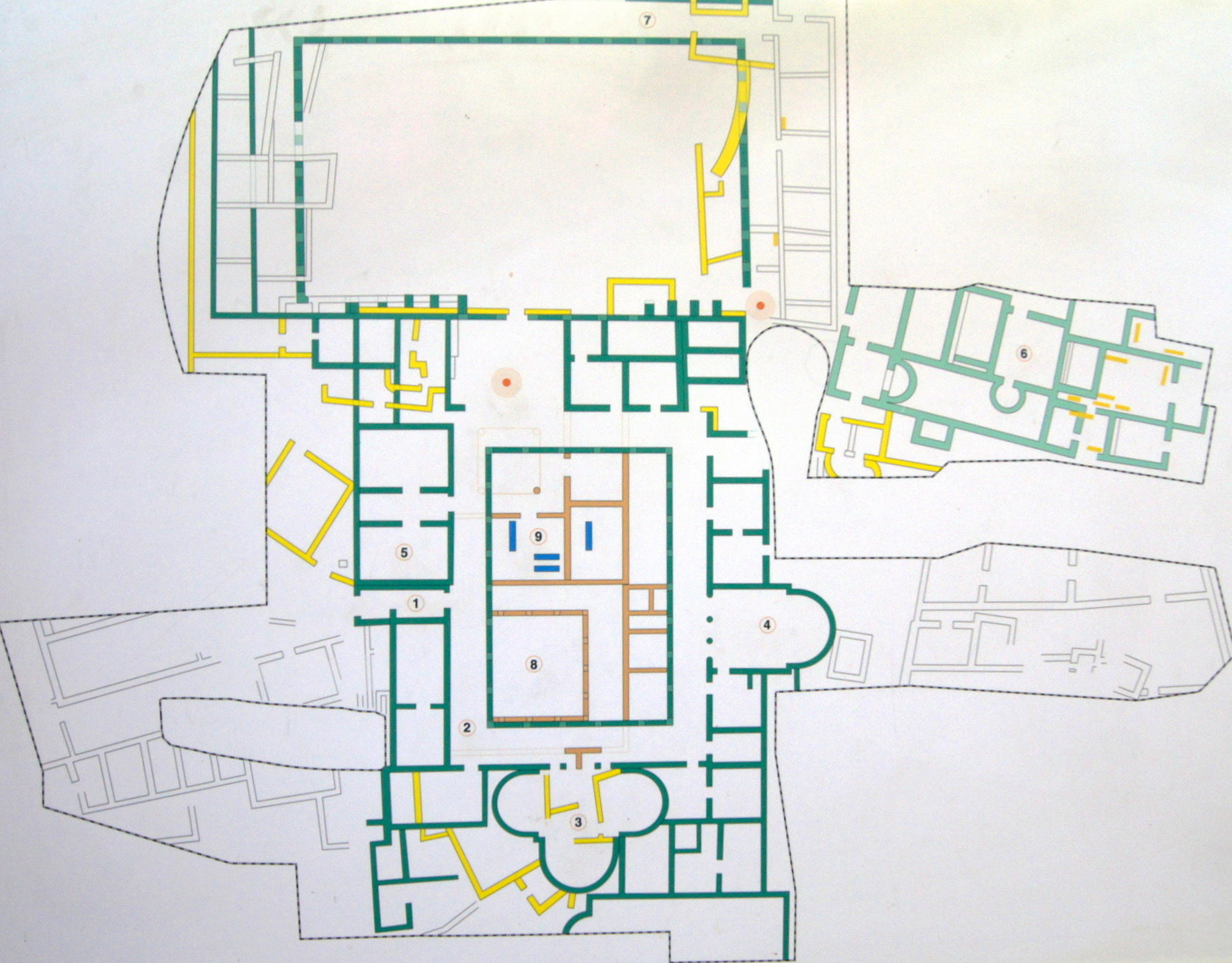
Plànol de la Vil·la di Patti
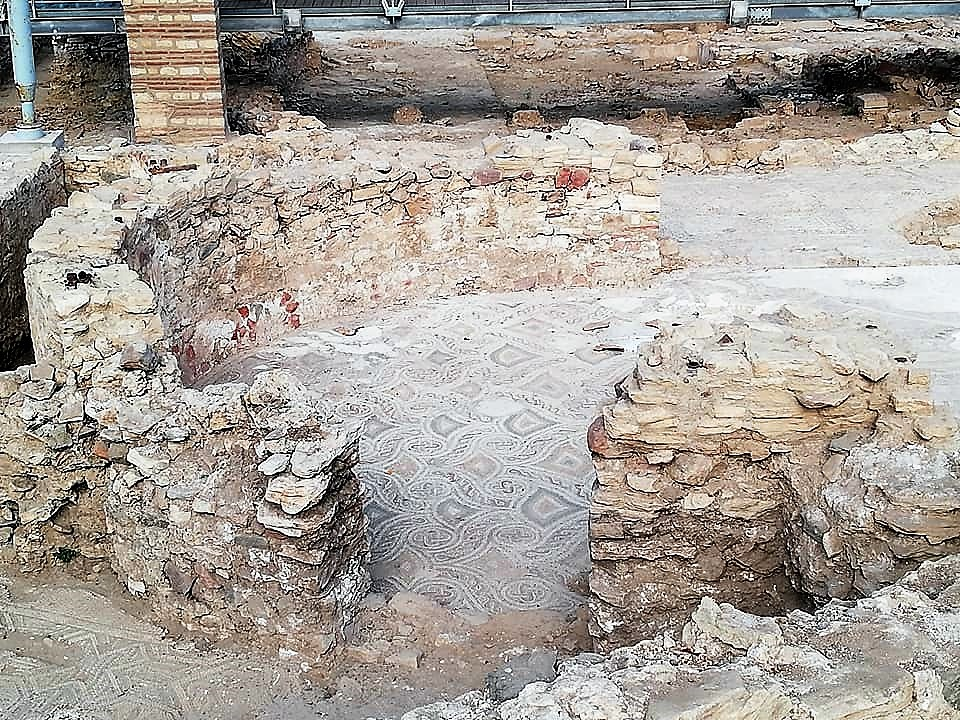
VR Patti 28 10 2018 10